# Płaszczeniec
Płaszczeniec (Buckiella Ireland) – rodzaj mchu należący do rodziny rokietowatych (Hypnaceae). Przedstawiciele tego rodzaju występują w Europie (w tym w Polsce), Ameryce Północnej, Azji oraz na Hawajach i Nowej Gwinei. Gatunek Buckiella draytonii (Sull.) Ireland jest endemitem wysp hawajskich. Gatunkiem typowym rodzaju jest Buckiella undulata (Hedw.) Ireland.

## Systematyka
Rodzaj liczy 2 gatunki: 
- Buckiella draytonii (Sull.) Ireland
- Buckiella undulata (Hedw.) Ireland – płaszczeniec marszczony

## Ochrona
Gatunek płaszczeniec marszczony Buckiella undulata objęty jest w Polsce częściową ochroną gatunkową od 2004 roku. W roku 2014 status ochronny został utrzymany (Rozporządzenie Ministra Środowiska z dnia 9 października 2014 w sprawie ochrony gatunkowej roślin).